# Fine della convertibilità del dollaro in oro
La fine della convertibilità del dollaro statunitense in oro (nota in inglese come Nixon Shock) è stata annunciata il 15 agosto 1971 dal presidente degli Stati Uniti Richard Nixon e pose fine al sistema di Bretton Woods del 1944.

## Storia
Il sistema di Bretton Woods creato nel 1944 - di fatto un sistema aureo di cambi internazionali fissi, seppur mediato attraverso il dollaro - attraversò diversi momenti di instabilità e fu oggetto di critiche severe da parte di vari paesi (in Francia era noto come il "privilège exorbitant", un'espressione coniata negli anni '60 dall'allora ministro delle finanze Valéry Giscard d'Estaing). La guerra dei sei giorni del 1967 e la chiusura del canale di Suez per 7 anni contribuirono a far aumentare l'inflazione in Occidente e a destabilizzare il sistema economico internazionale.
Sin dal suo insediamento alla Casa Bianca, inoltre, il presidente Nixon annunciò che gli Stati Uniti non intendevano più essere gli unici garanti della tenuta del sistema commerciale ed economico delle economie di mercato, constatando tra l'altro come vi fossero in circolazione 4 volte più valuta in dollari di quanto oro vi fosse nelle riserve, a causa del fatto che da metà anni '60 la Francia e altri paesi avevano fisicamente prelevato molto oro negli Stati Uniti dalle riserve auree.
Nel marzo 1968, infine, il "London Gold Pool" (facente parte del London Bullion Market) - la direzione centralizzata per l'oro a livello mondiale - collassò e da allora si crearono due mercati differenti per l'oro, uno ufficiale e uno aperto: di fatto si poteva comprare un'intera oncia d'oro a soli 35$ e rivenderla poi a prezzi ben maggiori sul mercato aperto, creando una "gold window", ovvero il margine di differenza e di guadagno tra un mercato e l'altro.
La situazione andò sempre più facendosi grave per il dollaro e, giunti al 1971, la Germania Ovest iniziò a non convertire più i propri marchi in dollari, uscendo di fatto dal sistema di Bretton Woods.
Nell'agosto 1971 Nixon decise pertanto di passare all'azione senza alcun preventivo avviso pubblico: chiamò a raccolta a Camp David i funzionari di alto rango riguardanti le questioni economiche e del tesoro, tra tutti il nuovo Segretario del Tesoro John Connally e l'allora solo assistente Paul Volcker. Nixon ordinò una serie di azioni economiche da intraprendere immediatamente:
1. Sospensione della conversione del dollaro in oro, in modo da chiudere la "gold window" che si era venuta a creare dal 1968 per la speculazione sul valore dell'oro stesso;
2. Congelamento dei salari e dei prezzi per 90 giorni (la prima volta che si attuava una misura simile dai tempi della Guerra di Corea);
3. L'imposizione di dazi tariffari del 10% sulle importazioni, per far in modo che i prodotti statunitensi non si trovassero in svantaggio soprattutto durante la fase di transizione;

Il 15 agosto 1971, alle 21:15 di sera, Nixon tenne un teso discorso alla nazione, accusando il sistema allora vigente di aumentare l'inflazione e la disoccupazione e affermando che l'obiettivo primario fosse anche il mantenere la stabilità del dollaro.

## Reazioni

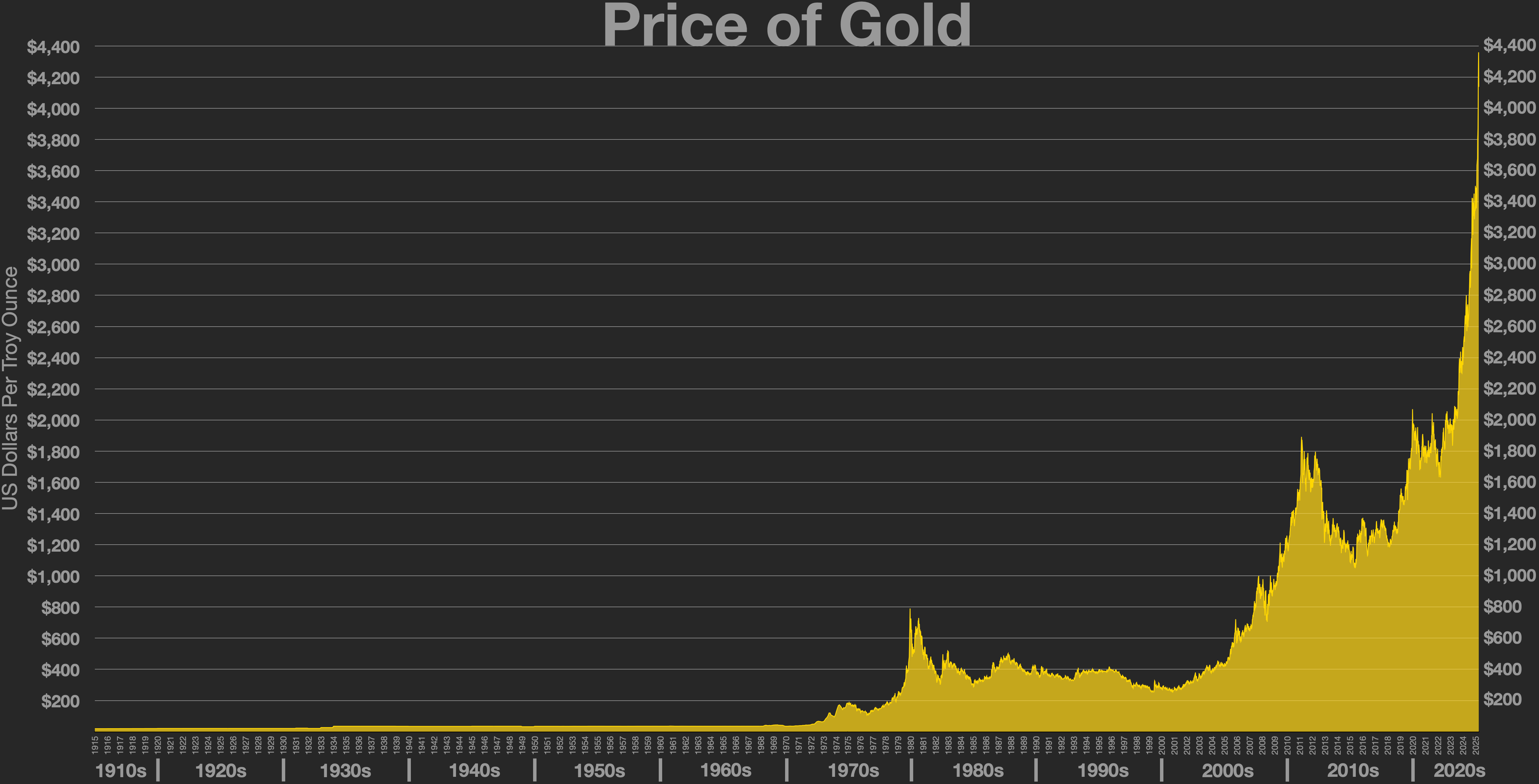
Prezzo nominale di un'oncia d'oro in dollari (1915 - 2024). Si nota l'apprezzamento dell'oro a partire dal 1971.

Dal punto di vista politico, lo "shock" fu un autentico successo: sia la stampa statunitense che la cittadinanza sposarono ampiamente le tesi di Nixon e ciò contribuì alla forte vittoria alle elezioni presidenziali dell'anno successivo. La stagflazione del 1969-1971 sparì rapidamente e il numero di posti di lavoro tornò a crescere esattamente come durante gli anni '60.
Il disordine dei cambi generatosi nel corso del 1971 indusse i membri del G10 a prendere delle contromisure: ciò portò qualche mese dopo agli accordi Smithsoniani e alla creazione dell'Unità di conto europea (U.C.E., o ECU) e al "serpente monetario".
L'importanza di tale evento, specie nel mondo anglosassone, è testimoniata dalle ampie discussioni anche nei tempi attuali.